# World Series 1918
Le World Series 1918 sono state la 15ª edizione della serie di finale della Major League Baseball al meglio delle sette partite tra i campioni della National League (NL) 1918, i Chicago Cubs e quelli della American League (AL), i Boston Red Sox. A vincere il loro quinto titolo furono i Red Sox per quattro gare a due.
I Red Sox segnarono solamente nove punti in tutta la serie, il minimo per una squadra vincitrice delle World Series. Assieme alle edizioni 1906 e 1907 (entrambe disputate dai Cubs), questa fu solo una delle tre edizioni in cui nessuna delle due squadre segnò un fuoricampo.
A causa della prima guerra mondiale, queste furono le uniche World Series a disputarsi interamente in settembre a causa dell'ordine "Work or Fight" che costrinse a chiudere in anticipo la stagione regolare il 1º settembre.
Il titolo del 1918 sarebbe rimasto l'ultimo per i Red Sox fino al 2004. Il digiuno di 86 anni fu spesso attribuito alla Maledizione del Bambino. Questa presunta maledizione sarebbe nata quando il proprietario dei Red Sox Harry Frazee cedette il talentuosissimo ma problematico Babe Ruth (che giocò un ruolo importante nella vittoria del 1918) ai New York Yankees in cambio di un conguaglio in denaro. I Red Sox, che tornarono in finale nel 1946, 1967, 1975 e 1986 venendo sempre sconfitti, tornarono a vincere nel 2004, ripetendosi nel 2007 e nel 2013. Ted Williams, uno dei migliori giocatori della storia dei Red Sox e del baseball, nacque il 30 agosto 1918, dodici giorni prima della vittoria della franchigia in questa serie. Fece parte della sua successiva apparizione in finale nel 1946, le uniche World Series a cui prese parte. Morì nel 2002, due anni prima della successiva vittoria del titolo dei Red Sox.

## Sommario
Boston ha vinto la serie, 4-2.
| Gara | Data         | Risultato                            | Stadio        | Tempo | Pubblico |
| ---- | ------------ | ------------------------------------ | ------------- | ----- | -------- |
| 1    | 5 settembre  | Boston Red Sox – 1, Chicago Cubs – 0 | Comiskey Park | 1:50  | 19.274   |
| 2    | 6 settembre  | Boston Red Sox – 1, Chicago Cubs – 3 | Comiskey Park | 1:58  | 20.040   |
| 3    | 7 settembre  | Boston Red Sox – 2, Chicago Cubs – 1 | Comiskey Park | 1:57  | 27.054   |
| 4    | 9 settembre  | Chicago Cubs – 2, Boston Red Sox – 3 | Fenway Park   | 1:50  | 22.183   |
| 5    | 10 settembre | Chicago Cubs – 3, Boston Red Sox – 0 | Fenway Park   | 1:42  | 24.694   |
| 6    | 11 settembre | Chicago Cubs – 1, Boston Red Sox – 2 | Fenway Park   | 1:46  | 15.238   |

## Hall of Famer coinvolti
- Umpire: Bill Klem, Hank O'Day
- Red Sox: Harry Hooper, Babe Ruth
- Cubs: Grover Cleveland Alexander (non sceso in campo)